# 바우더베인 젠던
바우더베인 젠던(네덜란드어: Boudewijn "Bolo" Zenden, 1976년 8월 15일, 네덜란드 마스트리히트 ~ )은 네덜란드의 전 축구 선수이다. 선수 시절에는 주로 미드필더에서 뛰었다. 그는 네덜란드 축구 국가대표팀에서 54번의 국제 경기에 출장해, 7골을 넣었으며, 네덜란드 축구 국가대표팀의 일원으로, 1998년 FIFA 월드컵, 유로 2000, 유로 2004에 출전하였다.
은퇴 이후에는 첼시 FC의 코치를 2012년부터 2013년까지 1년간 하였으며 이후 2015년까지 PSV 에인트호번의 리저브 팀 코치를 맡았다.